# George Ashley Campbell
George Ashley Campbell (Hastings (Minnesota), 27 november 1870 – 10 november 1954) was een Amerikaans ingenieur. Hij was een pionier in de ontwikkeling en de toepassing van kwantitatieve wiskundige methodes om problemen op te lossen van telegrafie en telefonie over lange afstanden, alsmede het gebruik van de eerste signaalfilters.

## Biografie
Campbell genoot zijn ingenieursopleiding aan het McCollom Institute in New Hampshire en vervolgens aan het Massachusetts Institute of Technology (MIT), alwaar hij in 1891 als civiel-ingenieur afstudeerde. Vervolgens studeerde hij wis- en natuurkunde aan de Harvard-universiteit. In 1893 behaalde hij er zijn mastergraad. Zijn mentoren waren onder andere de natuurkundige John Trowbridge en de wiskundige Benjamin Pierce.
Dankzij een studiebeurs kon hij drie jaar lang in Europa werken aan zijn verdere studie en promotie-onderzoek. Hij volgde een studiejaar wiskunde onder Felix Klein te Göttingen, een jaar elektriciteit en mechanica onder Ludwig Boltzmann in Wenen en daarna een jaar onder Henri Poincaré in Parijs. Hij promoveerde in 1901 aan Harvard; zijn proefschrift betrof het ontwerp van zijn onderzoek naar belastingspoelen bij AT&T.

## Werk
In oktober 1897 ging Campbell aan de slag bij de Bell Telephone Company (later AT&T) in Boston als onderzoeksassistent van John Stone Stone, een ervaren ingenieur die sedert 1890 werkzaam was voor Bell. Hier deed Stone onderzoek naar het verbeteren van datatransmissie van telefoonlijnen. Hij had zelfs een patent verkregen voor de toepassing van een bimetalic-draad opgebouwd uit koper en ijzer om de zelfinductie van de telefoonlijn te verhogen. Nadat Stone in 1899 Bell had verlaten kreeg Campbell de opdracht diens werk voort te zetten. Vanwege de hoge fabricagekosten van bimetalic-draad en het beperkte projectbudget waar hij mee moest werken, besloot Campbell op zoek te gaan naar een goedkoper alternatief.
Hij ontwikkelde een methode voor het verzenden van analoge telefonie over veel grotere afstanden dan voorheen mogelijk was geweest door in de telefoonlijn compensatiespoelen aan te brengen op zorgvuldig berekende afstanden om deze wijze de impedantie te van de lijn vergroten. Ingenieur Michael Pupin patenteerde een soortgelijk systeem en AT&T betaalde Pupin later 435 duizend dollar voor zijn patenten, zodat de ontwikkeling zonder juridische strijd kon doorgaan. Eigenlijk was geen van beide mannen de eerste die het idee van compensatiespoelen suggereerde, die krediet gaat naar de Brit Oliver Heaviside in een artikel uit 1887. Heavyside heeft het idee nooit gepatenteerd; hij profiteerde zelfs niet van zijn werk. Ondanks de nogal mysterieuze juridische argumenten hieromtrent, is het onbetwistbaar dat Campbell de eerste was die daadwerkelijk een telefooncircuit bouwde met belastingspoelen.
Toepassing van deze uitvinding was belangrijk voor AT&T omdat het AT&T in staat stelde om meerdere telefoonberichten te versturen over een enkele verbinding over lange afstanden. De allereerste demonstratie van belastingspoelen in een telefoonkabel was op een 46 mijl lange testkabel op 6 september 1899, uitgevoerd door Campbell hemzelf en een assistent, Edwin Colpitts. De eerste telefoonkabel die met spoelen commercieel in bedrijf werd gesteld was tussen Jamaica Plains en West Newton in Bosten, op 18 mei 1900.
Een belangrijk resultaat van zijn theorie omtrent belastingspoelen was Campbells ontwikkeling van elektrische signaalfilters in 1910. Deze filters werden toegepast om overspraak te voorkomen tussen de verschillende telefoonlijnen in dezelfde kabel bevinden. Vanwege de besparing in kabelinstallatie kosten leverde dit voor AT&T een groot financieel voordeel op. Ook verbeterden de filters de geluidskwaliteit over langere afstanden.

## Erkenning
Voor zijn werk werd Campbell in 1936 onderscheiden met de IRE Medal of Honor voor zijn bijdragen in de theorie van elektrische netwerken. In 1940 ontving hij de IAEE’s Edison Medal ter erkenning voor zijn aanzien als wetenschapper en uitvinder, en voor zijn buitengewone originele bijdragen tot de theorie en toepassing van elektrische schakelingen en apparatuur. Een jaar eerder, in 1939, mocht Campbell ook de Elliott Cresson Medal van het Franklin Institute in ontvangst nemen.
In 2011 werd Campbell postuum opgenomen in de National Inventors Hall of Fame.

## Publicaties
- Loaded lines in telephonic transmission (1903)
- Cisoidal oscillations (1911)
- Physical theory of the electric wave-filter (1922)
- Fourier integrals for practical applications (1931)